# Svenskt konstnärslexikon
Svenskt konstnärslexikon est une encyclopédie suédoise éditée par Allhems förlag (sv). L'ouvrage est consacré aux artistes suédois et à l'histoire de l'art. Publié en cinq volumes entre 1952 et 1967, il comprend environ 12 000 noms d'artistes.
Les principaux rédacteurs étaient Gösta Lilja, Bror Olsson, Knut Andersson et S. Artur Svensson, mais plusieurs autres historiens de l'art et connaisseurs de l'art faisaient partie du comité de rédaction ou contribuaient en tant que rédacteurs de biographies, notamment Johnny Roosval, Ragnar Josephson et Karl Erik Steneberg. 